# Mark Dickel
Mark Dickel (21 de dezembro de 1976) é um ex-basquetebolista neozelandês.

## Carreira
Mark Dickel integrou a Seleção Neozelandesa de Basquetebol em Atenas 2004, terminando na décima posição.